# آرما (شهر)
latitudeآرما (شهر)longitudeآرما (شهر)
 آرما (به انگلیسی: Armagh) شهر کوچکی در ایرلند شمالی است. جمعیت این شهر ۱۴٬۵۹۰ نفر است.

## نگارخانه

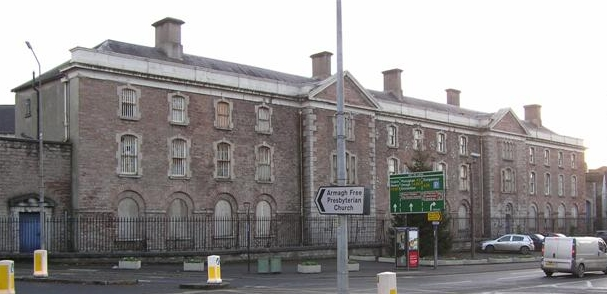
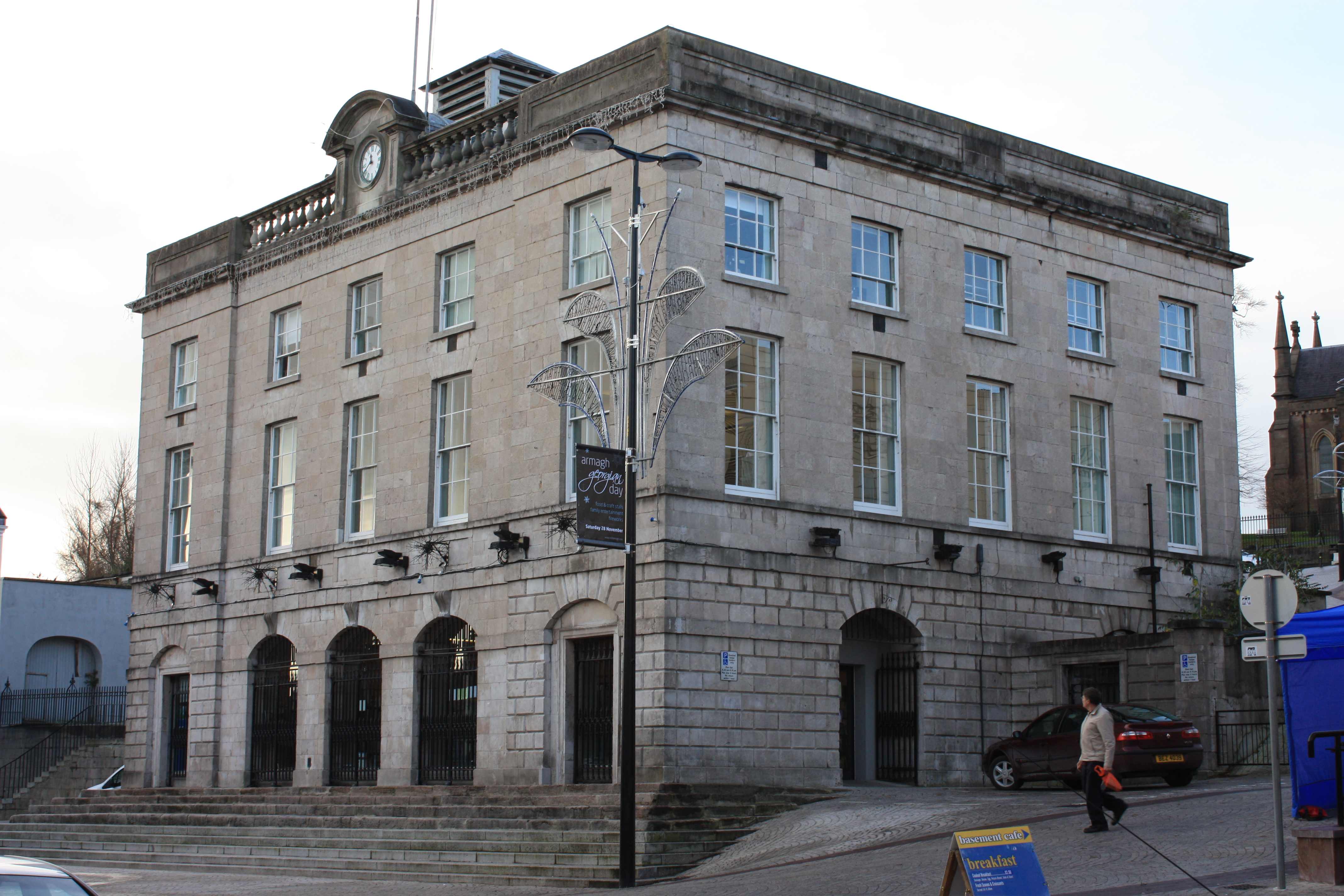
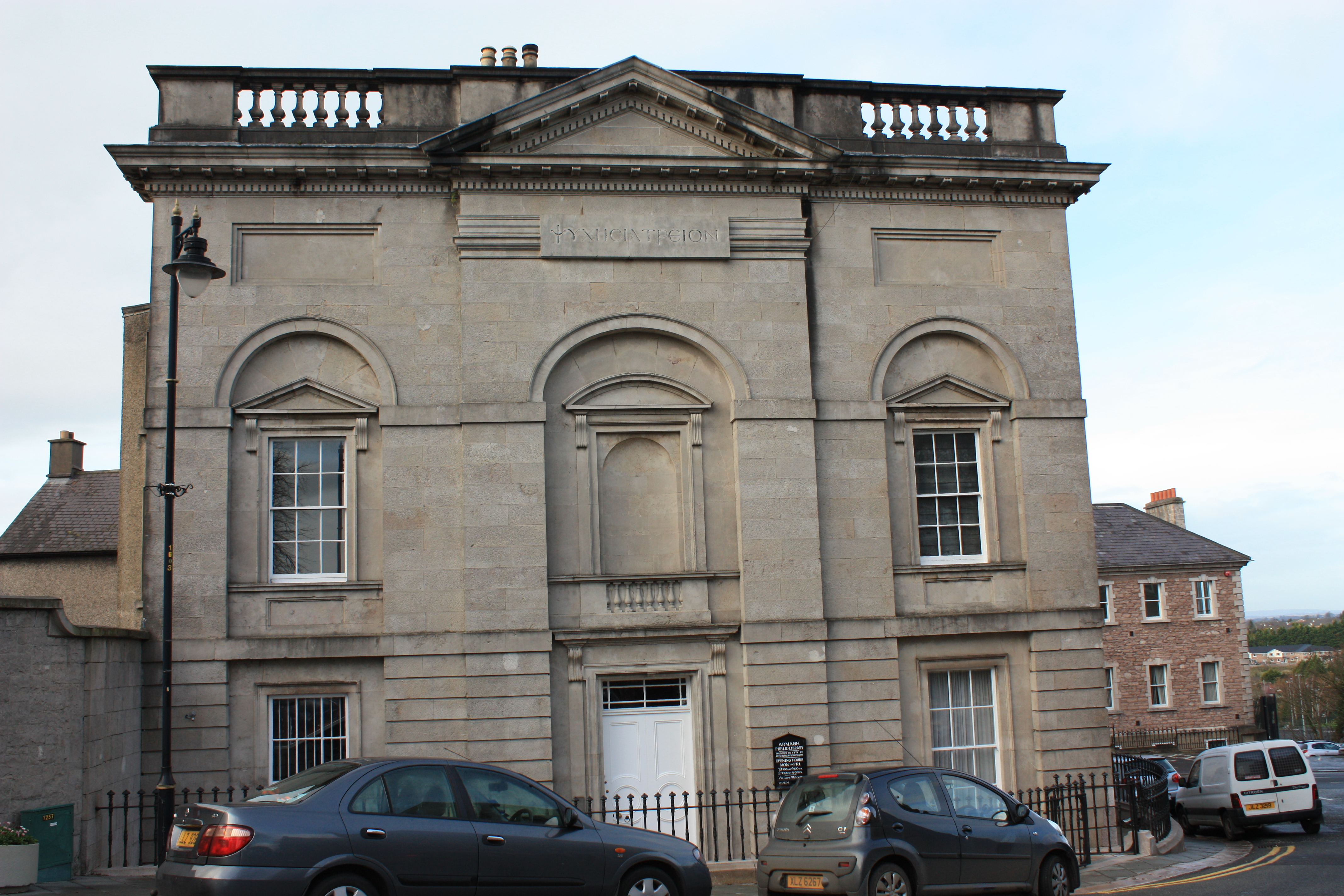